# 傑多鎮區 (密蘇里州諾克斯縣)
傑多鎮區（英語：Jeddo Township）是位於美國密蘇里州諾克斯縣的一個行政鎮區。

## 地方資料
傑多鎮區的面積為89.56平方千米，當中陸地面積為89.26平方千米，而水域面積為0.30平方千米。根據2020年美國人口普查的數據，當地共有人口69人，而人口密度為每平方千米0.77人。